# پونگا (استان آرخانگلسک)
پونگا (به لاتین: Ponga) یک منطقهٔ مسکونی در روسیه است که در استان آرخانگلسک واقع شده‌است.